# Корте Паласио
Корте Паласио (итал. Corte Palasio) је насеље у Италији у округу Лоди, региону Ломбардија.
Према процени из 2011. у насељу је живело 659 становника. Насеље се налази на надморској висини од 68 м.

## Становништво
| 1931. | 1936. | 1951. | 1961. | 1971. | 1981. | 1991. | 2001. | 2011. |
| ----- | ----- | ----- | ----- | ----- | ----- | ----- | ----- | ----- |
| 1.788 | 1.754 | 1.893 | 1.713 | 1.347 | 1.108 | 1.190 | 1.493 | 1.550 |